# Jimmie Vaughan
Jimmie Vaughan (født 20. marts 1951 i Dallas, Texas) er en amerikansk blues-guitarist og sanger, såvel som storebror til den afdøde Stevie Ray Vaughan.
Jimmie Vaughans stil er meget inspireret af Freddie King, som personligt har hjulpet ham meget med hans guitarspil igennem årene. Jimmies stil låner også meget fra B.B. King og Albert King, og hans kombination og udvikling gør, at han har sin helt egen, let genkendelige måde at spille guitar på. Sammen med sangeren og mundharmonika-spilleren Kim Wilson grundlagde Vaughan gruppen Fabulous Thunderbirds, hvis tidlige albummer (cirka 1979 til 1983) ofte bliver anset som nogle af de vigtigste udgivelser inden for blues-musikken i denne periode. De blev ikke særligt populære på det tidspunkt, og stod efter nogle år uden pladekontrakt (lige som lillebroren Stevie Ray var ved at slå igennem).
Fabulous Thunderbirds fik en ny pladekontrakt i 1986 og udgav flere albummer med en mere kommercielt acceptabel stil. I 1989 gik Jimmie Vaughan i studiet med Stevie Ray Vaughan for at indspille albummet Family Style, som blev udgivet kort efter Stevie Rays død. Albummet var let blues rock, og Jimmie sang på flere af numrene.
Vaughan udgav sit første solo-album Strange Pleasures i 1994, hvorpå man finder nummeret Six Strings Down, en hyldest til hans lillebror og andre afdøde blues-guitarister (blandt andet Jimi Hendrix). Siden da har Vaughan udgivet flere solo-albummer, primært i en blues rock stil.
Det seneste album fra 2011 indeholder en del materiale med sangeren Lou Ann Barton som han også af og til optræder med live og i øvrigt har gjort i mange år. 

## Diskografi
Med Fabulous Thunderbirds
- The Fabulous Thunderbirds (1979)
- What's the Word (1980)
- Butt Rockin' (1981)
- T-Bird Rhythm (1982)
- Tuff Enuff (1986)
- Hot Number (1987)
- Powerful Stuff (1989)

Vaughan Brothers
- Family Style (1990)

Solo albummer
- Strange Pleasure (1994)
- Out There (1998)
- Do You Get the Blues? (2001)
- Plays Blues, Ballads & Favorites (2010)
- Plays More Blues, Ballads & Favorites (2011)